# 1366
Portal Geschichte | Portal Biografien | Aktuelle Ereignisse | Jahreskalender | Tagesartikel

◄ |
13. Jahrhundert |
14. Jahrhundert
| 15. Jahrhundert | ►

◄ |
1330er |
1340er |
1350er |
1360er
| 1370er | 1380er | 1390er | ►

◄◄ |
◄ |
1362 |
1363 |
1364 |
1365 |
1366
| 1367 | 1368 | 1369 | 1370 | ► | ►►
Staatsoberhäupter  · Nekrolog
| Januar | Januar | Januar | Januar | Januar | Januar | Januar | Januar |
| Kw     | Mo     | Di     | Mi     | Do     | Fr     | Sa     | So     |
| ------ | ------ | ------ | ------ | ------ | ------ | ------ | ------ |
| 1      |        |        |        | 1      | 2      | 3      | 4      |
| 2      | 5      | 6      | 7      | 8      | 9      | 10     | 11     |
| 3      | 12     | 13     | 14     | 15     | 16     | 17     | 18     |
| 4      | 19     | 20     | 21     | 22     | 23     | 24     | 25     |
| 5      | 26     | 27     | 28     | 29     | 30     | 31     |        |

| Februar | Februar | Februar | Februar | Februar | Februar | Februar | Februar |
| Kw      | Mo      | Di      | Mi      | Do      | Fr      | Sa      | So      |
| ------- | ------- | ------- | ------- | ------- | ------- | ------- | ------- |
| 5       |         |         |         |         |         |         | 1       |
| 6       | 2       | 3       | 4       | 5       | 6       | 7       | 8       |
| 7       | 9       | 10      | 11      | 12      | 13      | 14      | 15      |
| 8       | 16      | 17      | 18      | 19      | 20      | 21      | 22      |
| 9       | 23      | 24      | 25      | 26      | 27      | 28      |         |

| März | März | März | März | März | März | März | März |
| Kw   | Mo   | Di   | Mi   | Do   | Fr   | Sa   | So   |
| ---- | ---- | ---- | ---- | ---- | ---- | ---- | ---- |
| 9    |      |      |      |      |      |      | 1    |
| 10   | 2    | 3    | 4    | 5    | 6    | 7    | 8    |
| 11   | 9    | 10   | 11   | 12   | 13   | 14   | 15   |
| 12   | 16   | 17   | 18   | 19   | 20   | 21   | 22   |
| 13   | 23   | 24   | 25   | 26   | 27   | 28   | 29   |
| 14   | 30   | 31   |      |      |      |      |      |

| April | April | April | April | April | April | April | April |
| Kw    | Mo    | Di    | Mi    | Do    | Fr    | Sa    | So    |
| ----- | ----- | ----- | ----- | ----- | ----- | ----- | ----- |
| 14    |       |       | 1     | 2     | 3     | 4     | 5     |
| 15    | 6     | 7     | 8     | 9     | 10    | 11    | 12    |
| 16    | 13    | 14    | 15    | 16    | 17    | 18    | 19    |
| 17    | 20    | 21    | 22    | 23    | 24    | 25    | 26    |
| 18    | 27    | 28    | 29    | 30    |       |       |       |

| Mai | Mai | Mai | Mai | Mai | Mai | Mai | Mai |
| Kw  | Mo  | Di  | Mi  | Do  | Fr  | Sa  | So  |
| --- | --- | --- | --- | --- | --- | --- | --- |
| 18  |     |     |     |     | 1   | 2   | 3   |
| 19  | 4   | 5   | 6   | 7   | 8   | 9   | 10  |
| 20  | 11  | 12  | 13  | 14  | 15  | 16  | 17  |
| 21  | 18  | 19  | 20  | 21  | 22  | 23  | 24  |
| 22  | 25  | 26  | 27  | 28  | 29  | 30  | 31  |

| Juni | Juni | Juni | Juni | Juni | Juni | Juni | Juni |
| Kw   | Mo   | Di   | Mi   | Do   | Fr   | Sa   | So   |
| ---- | ---- | ---- | ---- | ---- | ---- | ---- | ---- |
| 23   | 1    | 2    | 3    | 4    | 5    | 6    | 7    |
| 24   | 8    | 9    | 10   | 11   | 12   | 13   | 14   |
| 25   | 15   | 16   | 17   | 18   | 19   | 20   | 21   |
| 26   | 22   | 23   | 24   | 25   | 26   | 27   | 28   |
| 27   | 29   | 30   |      |      |      |      |      |

| Juli | Juli | Juli | Juli | Juli | Juli | Juli | Juli |
| Kw   | Mo   | Di   | Mi   | Do   | Fr   | Sa   | So   |
| ---- | ---- | ---- | ---- | ---- | ---- | ---- | ---- |
| 27   |      |      | 1    | 2    | 3    | 4    | 5    |
| 28   | 6    | 7    | 8    | 9    | 10   | 11   | 12   |
| 29   | 13   | 14   | 15   | 16   | 17   | 18   | 19   |
| 30   | 20   | 21   | 22   | 23   | 24   | 25   | 26   |
| 31   | 27   | 28   | 29   | 30   | 31   |      |      |

| August | August | August | August | August | August | August | August |
| Kw     | Mo     | Di     | Mi     | Do     | Fr     | Sa     | So     |
| ------ | ------ | ------ | ------ | ------ | ------ | ------ | ------ |
| 31     |        |        |        |        |        | 1      | 2      |
| 32     | 3      | 4      | 5      | 6      | 7      | 8      | 9      |
| 33     | 10     | 11     | 12     | 13     | 14     | 15     | 16     |
| 34     | 17     | 18     | 19     | 20     | 21     | 22     | 23     |
| 35     | 24     | 25     | 26     | 27     | 28     | 29     | 30     |
| 36     | 31     |        |        |        |        |        |        |

| September | September | September | September | September | September | September | September |
| Kw        | Mo        | Di        | Mi        | Do        | Fr        | Sa        | So        |
| --------- | --------- | --------- | --------- | --------- | --------- | --------- | --------- |
| 36        |           | 1         | 2         | 3         | 4         | 5         | 6         |
| 37        | 7         | 8         | 9         | 10        | 11        | 12        | 13        |
| 38        | 14        | 15        | 16        | 17        | 18        | 19        | 20        |
| 39        | 21        | 22        | 23        | 24        | 25        | 26        | 27        |
| 40        | 28        | 29        | 30        |           |           |           |           |

| Oktober | Oktober | Oktober | Oktober | Oktober | Oktober | Oktober | Oktober |
| Kw      | Mo      | Di      | Mi      | Do      | Fr      | Sa      | So      |
| ------- | ------- | ------- | ------- | ------- | ------- | ------- | ------- |
| 40      |         |         |         | 1       | 2       | 3       | 4       |
| 41      | 5       | 6       | 7       | 8       | 9       | 10      | 11      |
| 42      | 12      | 13      | 14      | 15      | 16      | 17      | 18      |
| 43      | 19      | 20      | 21      | 22      | 23      | 24      | 25      |
| 44      | 26      | 27      | 28      | 29      | 30      | 31      |         |

| November | November | November | November | November | November | November | November |
| Kw       | Mo       | Di       | Mi       | Do       | Fr       | Sa       | So       |
| -------- | -------- | -------- | -------- | -------- | -------- | -------- | -------- |
| 44       |          |          |          |          |          |          | 1        |
| 45       | 2        | 3        | 4        | 5        | 6        | 7        | 8        |
| 46       | 9        | 10       | 11       | 12       | 13       | 14       | 15       |
| 47       | 16       | 17       | 18       | 19       | 20       | 21       | 22       |
| 48       | 23       | 24       | 25       | 26       | 27       | 28       | 29       |
| 49       | 30       |          |          |          |          |          |          |

| Dezember | Dezember | Dezember | Dezember | Dezember | Dezember | Dezember | Dezember |
| Kw       | Mo       | Di       | Mi       | Do       | Fr       | Sa       | So       |
| -------- | -------- | -------- | -------- | -------- | -------- | -------- | -------- |
| 49       |          | 1        | 2        | 3        | 4        | 5        | 6        |
| 50       | 7        | 8        | 9        | 10       | 11       | 12       | 13       |
| 51       | 14       | 15       | 16       | 17       | 18       | 19       | 20       |
| 52       | 21       | 22       | 23       | 24       | 25       | 26       | 27       |
| 53       | 28       | 29       | 30       | 31       |          |          |          |

| Januar | Januar | Januar | Januar | Januar | Januar | Januar | Januar |
| Kw     | Mo     | Di     | Mi     | Do     | Fr     | Sa     | So     |
| ------ | ------ | ------ | ------ | ------ | ------ | ------ | ------ |
| 1      |        |        |        | 1      | 2      | 3      | 4      |
| 2      | 5      | 6      | 7      | 8      | 9      | 10     | 11     |
| 3      | 12     | 13     | 14     | 15     | 16     | 17     | 18     |
| 4      | 19     | 20     | 21     | 22     | 23     | 24     | 25     |
| 5      | 26     | 27     | 28     | 29     | 30     | 31     |        |

| Februar | Februar | Februar | Februar | Februar | Februar | Februar | Februar |
| Kw      | Mo      | Di      | Mi      | Do      | Fr      | Sa      | So      |
| ------- | ------- | ------- | ------- | ------- | ------- | ------- | ------- |
| 5       |         |         |         |         |         |         | 1       |
| 6       | 2       | 3       | 4       | 5       | 6       | 7       | 8       |
| 7       | 9       | 10      | 11      | 12      | 13      | 14      | 15      |
| 8       | 16      | 17      | 18      | 19      | 20      | 21      | 22      |
| 9       | 23      | 24      | 25      | 26      | 27      | 28      |         |

| März | März | März | März | März | März | März | März |
| Kw   | Mo   | Di   | Mi   | Do   | Fr   | Sa   | So   |
| ---- | ---- | ---- | ---- | ---- | ---- | ---- | ---- |
| 9    |      |      |      |      |      |      | 1    |
| 10   | 2    | 3    | 4    | 5    | 6    | 7    | 8    |
| 11   | 9    | 10   | 11   | 12   | 13   | 14   | 15   |
| 12   | 16   | 17   | 18   | 19   | 20   | 21   | 22   |
| 13   | 23   | 24   | 25   | 26   | 27   | 28   | 29   |
| 14   | 30   | 31   |      |      |      |      |      |

| April | April | April | April | April | April | April | April |
| Kw    | Mo    | Di    | Mi    | Do    | Fr    | Sa    | So    |
| ----- | ----- | ----- | ----- | ----- | ----- | ----- | ----- |
| 14    |       |       | 1     | 2     | 3     | 4     | 5     |
| 15    | 6     | 7     | 8     | 9     | 10    | 11    | 12    |
| 16    | 13    | 14    | 15    | 16    | 17    | 18    | 19    |
| 17    | 20    | 21    | 22    | 23    | 24    | 25    | 26    |
| 18    | 27    | 28    | 29    | 30    |       |       |       |

| Mai | Mai | Mai | Mai | Mai | Mai | Mai | Mai |
| Kw  | Mo  | Di  | Mi  | Do  | Fr  | Sa  | So  |
| --- | --- | --- | --- | --- | --- | --- | --- |
| 18  |     |     |     |     | 1   | 2   | 3   |
| 19  | 4   | 5   | 6   | 7   | 8   | 9   | 10  |
| 20  | 11  | 12  | 13  | 14  | 15  | 16  | 17  |
| 21  | 18  | 19  | 20  | 21  | 22  | 23  | 24  |
| 22  | 25  | 26  | 27  | 28  | 29  | 30  | 31  |

| Juni | Juni | Juni | Juni | Juni | Juni | Juni | Juni |
| Kw   | Mo   | Di   | Mi   | Do   | Fr   | Sa   | So   |
| ---- | ---- | ---- | ---- | ---- | ---- | ---- | ---- |
| 23   | 1    | 2    | 3    | 4    | 5    | 6    | 7    |
| 24   | 8    | 9    | 10   | 11   | 12   | 13   | 14   |
| 25   | 15   | 16   | 17   | 18   | 19   | 20   | 21   |
| 26   | 22   | 23   | 24   | 25   | 26   | 27   | 28   |
| 27   | 29   | 30   |      |      |      |      |      |

| Juli | Juli | Juli | Juli | Juli | Juli | Juli | Juli |
| Kw   | Mo   | Di   | Mi   | Do   | Fr   | Sa   | So   |
| ---- | ---- | ---- | ---- | ---- | ---- | ---- | ---- |
| 27   |      |      | 1    | 2    | 3    | 4    | 5    |
| 28   | 6    | 7    | 8    | 9    | 10   | 11   | 12   |
| 29   | 13   | 14   | 15   | 16   | 17   | 18   | 19   |
| 30   | 20   | 21   | 22   | 23   | 24   | 25   | 26   |
| 31   | 27   | 28   | 29   | 30   | 31   |      |      |

| August | August | August | August | August | August | August | August |
| Kw     | Mo     | Di     | Mi     | Do     | Fr     | Sa     | So     |
| ------ | ------ | ------ | ------ | ------ | ------ | ------ | ------ |
| 31     |        |        |        |        |        | 1      | 2      |
| 32     | 3      | 4      | 5      | 6      | 7      | 8      | 9      |
| 33     | 10     | 11     | 12     | 13     | 14     | 15     | 16     |
| 34     | 17     | 18     | 19     | 20     | 21     | 22     | 23     |
| 35     | 24     | 25     | 26     | 27     | 28     | 29     | 30     |
| 36     | 31     |        |        |        |        |        |        |

| September | September | September | September | September | September | September | September |
| Kw        | Mo        | Di        | Mi        | Do        | Fr        | Sa        | So        |
| --------- | --------- | --------- | --------- | --------- | --------- | --------- | --------- |
| 36        |           | 1         | 2         | 3         | 4         | 5         | 6         |
| 37        | 7         | 8         | 9         | 10        | 11        | 12        | 13        |
| 38        | 14        | 15        | 16        | 17        | 18        | 19        | 20        |
| 39        | 21        | 22        | 23        | 24        | 25        | 26        | 27        |
| 40        | 28        | 29        | 30        |           |           |           |           |

| Oktober | Oktober | Oktober | Oktober | Oktober | Oktober | Oktober | Oktober |
| Kw      | Mo      | Di      | Mi      | Do      | Fr      | Sa      | So      |
| ------- | ------- | ------- | ------- | ------- | ------- | ------- | ------- |
| 40      |         |         |         | 1       | 2       | 3       | 4       |
| 41      | 5       | 6       | 7       | 8       | 9       | 10      | 11      |
| 42      | 12      | 13      | 14      | 15      | 16      | 17      | 18      |
| 43      | 19      | 20      | 21      | 22      | 23      | 24      | 25      |
| 44      | 26      | 27      | 28      | 29      | 30      | 31      |         |

| November | November | November | November | November | November | November | November |
| Kw       | Mo       | Di       | Mi       | Do       | Fr       | Sa       | So       |
| -------- | -------- | -------- | -------- | -------- | -------- | -------- | -------- |
| 44       |          |          |          |          |          |          | 1        |
| 45       | 2        | 3        | 4        | 5        | 6        | 7        | 8        |
| 46       | 9        | 10       | 11       | 12       | 13       | 14       | 15       |
| 47       | 16       | 17       | 18       | 19       | 20       | 21       | 22       |
| 48       | 23       | 24       | 25       | 26       | 27       | 28       | 29       |
| 49       | 30       |          |          |          |          |          |          |

| Dezember | Dezember | Dezember | Dezember | Dezember | Dezember | Dezember | Dezember |
| Kw       | Mo       | Di       | Mi       | Do       | Fr       | Sa       | So       |
| -------- | -------- | -------- | -------- | -------- | -------- | -------- | -------- |
| 49       |          | 1        | 2        | 3        | 4        | 5        | 6        |
| 50       | 7        | 8        | 9        | 10       | 11       | 12       | 13       |
| 51       | 14       | 15       | 16       | 17       | 18       | 19       | 20       |
| 52       | 21       | 22       | 23       | 24       | 25       | 26       | 27       |
| 53       | 28       | 29       | 30       | 31       |          |          |          |

## Ereignisse

### Politik und Weltgeschehen

#### Republik Venedig
- 5. Februar: Auf Kreta treffen fünf neue Provveditores ein. Sie haben freie Hand, um die letzten Reste des Aufstandes der venezianischen Siedler zu unterdrücken.
- April: Der Aufstand auf Kreta wird nach drei Jahren endgültig niedergeschlagen. Führende Männer des Aufstandes fallen in venezianische Hände und werden hingerichtet.

#### Kreuzzüge
- Januar: Der Kreuzzug gegen Alexandria unter der Führung von König Peter I. von Zypern überfällt und plündert Tripolis und Tartus, bevor die europäischen Teilnehmer des Kreuzzugs in ihre jeweilige Heimat zurückkehren. Peter I. versucht weder Tripolis noch Tartus zu halten, zumal die Städte über keine Stadtmauer verfügen.

#### Heiliges Römisches Reich
- 11. Juli: Mit einem nach längeren Verhandlungen vermittelten Friedensvertrag wird die 1364 begonnene Falkensteiner Fehde zwischen Philipp VI. von der Licher Linie der Herren von Falkenstein auf der einen, der Wetterauer Landvogt Ulrich III. von Hanau und die Reichsstädte Frankfurt, Friedberg, Wetzlar und Gelnhausen auf der anderen Seite beendet. Die Falkensteiner behalten Lich, jedoch ohne die Burg Warnsberg. Hofheim bleibt bei Kurmainz, das die Stadt Anfang des Jahres erobert hat.
- 26. September: Der als Bannerlauf bekannte Aufstand in Bremen wird endgültig niedergeschlagen.

#### Weitere Ereignisse in Europa
- König Karl II. von Navarra stellt Geoffrey Chaucer, der im diplomatischen Auftrag des englischen Königs unterwegs ist, und drei Begleitern einen Schutzbrief aus, der ihnen freies Geleit durch sein Königreich bis zur kastilischen Grenze gewährt.

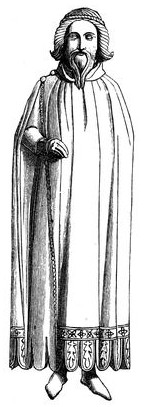
Lionel of Antwerp, 1. Duke of Clarence

- Die Kilkenny-Statuten werden auf einer Versammlung des irischen Parlaments in Kilkenny unter Vorsitz des Sohns von König Eduard III. von England, Lionel, Duke of Clarence, erlassen. Mit ihnen bezweckt die englische Krone eine Trennung der englischen Oberschicht von der Bevölkerung der eroberten bzw. noch zu erobernden Lordschaft Irland. Vor allem soll der familiären Vermischung des behaupteten Herren- mit dem (ausdrücklich so genannten) Feindvolk vorgebeugt werden. Durch die Schaffung möglichst unverbundener gesellschaftlicher Sphären soll der Gegensatz zwischen der gälisch-irokeltischen Urbevölkerung auf der einen und der Gesellschaft der ursprünglich anglonormannischen Eroberer auf der anderen zementiert werden.

#### Indien
- Das Bahmani-Sultanat erobert Warangal.

#### Urkundliche Ersterwähnungen
- Bibern wird erstmals urkundlich erwähnt.

### Wissenschaft und Technik
- Ein Komet wird gesichtet, bei dem es sich mit großer Wahrscheinlichkeit um 55P/Tempel-Tuttle handelt.

### Kultur
- Der Kochbrunnen in Wiesbaden wird erstmals als „Brühborn“ erwähnt. Er führt 15 Quellen zusammen und war im 19. Jahrhundert Zentrum der Wiesbadener Trinkkur. Die 66 °C heiße Natrium-Chlorid-Therme ist die bekannteste Quelle der Stadt und liefert 346 Liter Heilwasser pro Minute.

### Gesellschaft
- Geoffrey Chaucer heiratet Philippa Roet, eine Hofdame der englischen Königsgemahlin Philippa von Hennegau.
- Im schwedischen Vadstena wird der Ritterorden vom Allerheiligsten Erlöser und der Heiligen Brigitta von Schweden gegründet.

### Religion

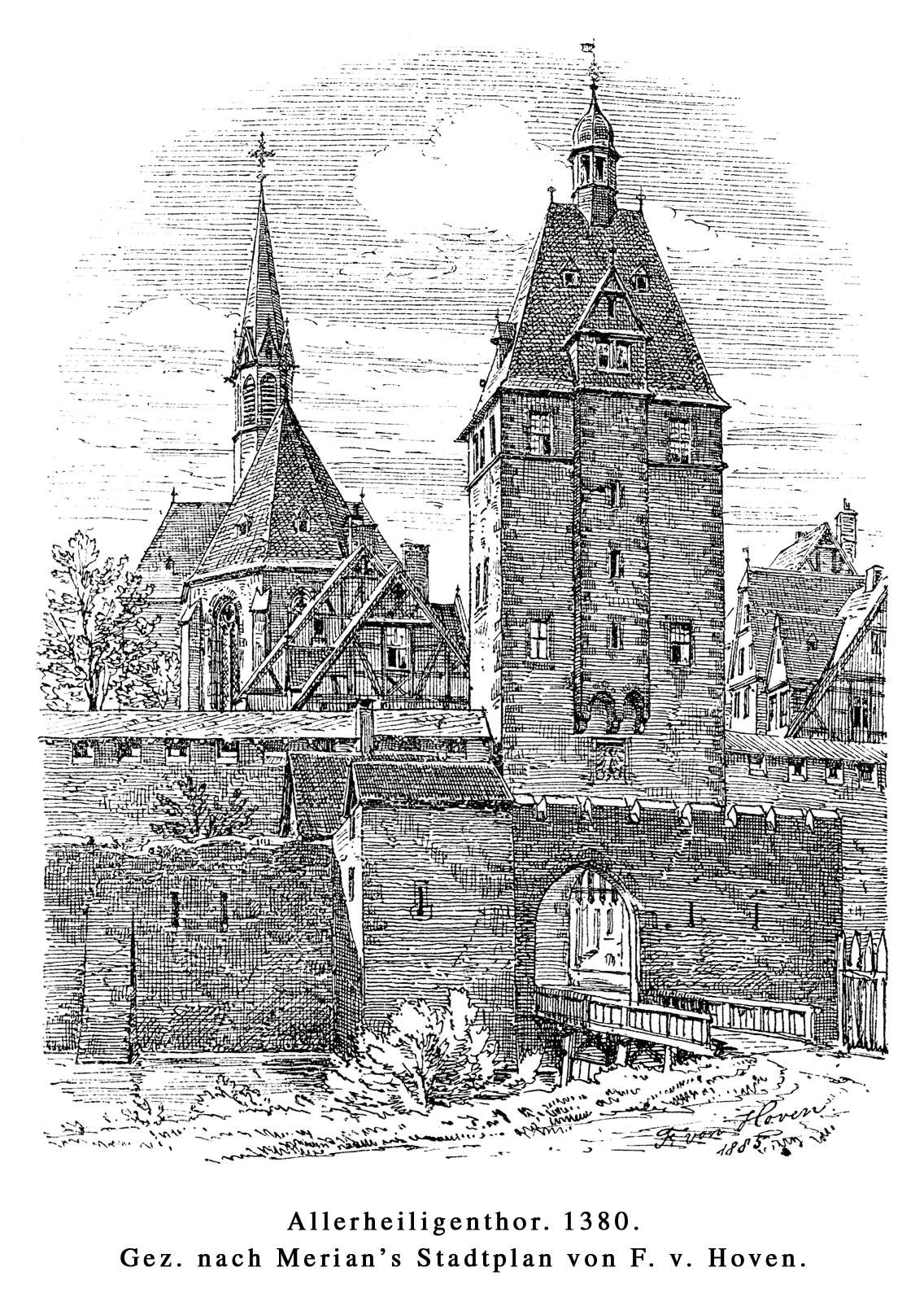
Das Allerheiligentor mit der Allerheiligenkapelle

Der Frankfurter Patrizier Jakob Neuhauß stiftet mit Zustimmung des Bartholomäusstiftes eine kleine Kapelle in der östlichen Neustadt von Frankfurt am Main in der Nähe des Rieder Tores der Frankfurter Stadtbefestigung. Es ist das erste Gotteshaus in diesem 1333 kaiserlich genehmigten Stadtteil. Neuhauß, der kurz zuvor in den geistlichen Stand getreten ist, erhält auf seine Bitte hin am 12. September vom Bartholomäusstift das auf seine Erben übertragbare Privileg, die Geistlichen an dieser Kapelle zu ernennen. Erst nach zwölf aufeinander folgenden Ernennungen soll dieses Recht an das Stift zurückfallen.

### Natur und Umwelt

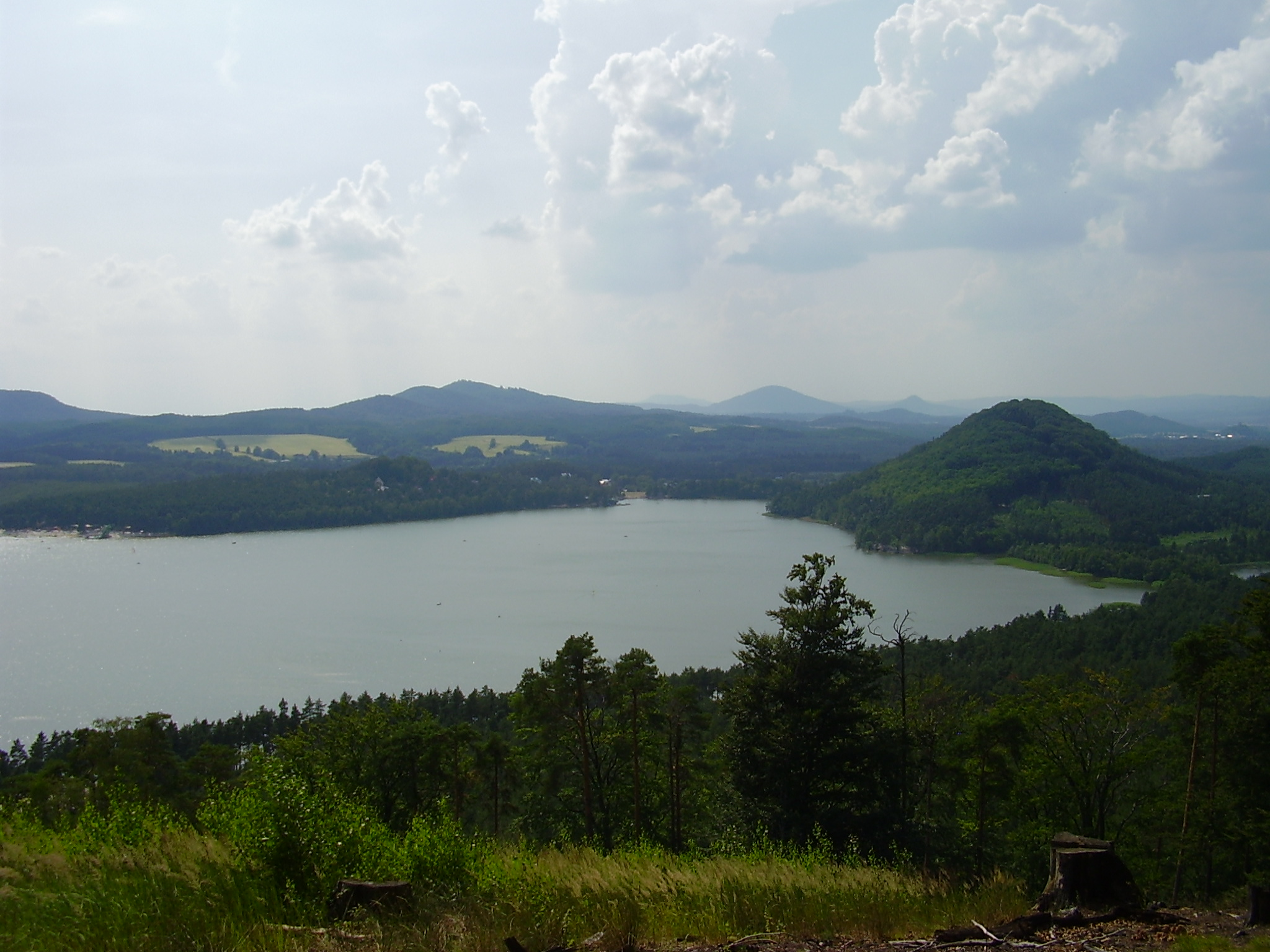
Mácha-See, Blick Richtung Staré Splavy

- Kaiser Karl IV. legt in Nordböhmen den Máchovo jezero an.

### Sport
- Mit den Statuten von Kilkenny wird auch der keltisch-irische Sport Hurling mit der Begründung verboten, dass es zur Vernachlässigung der militärischen Pflichten führe. Es soll durch Bogenschießen und den Kampf mit der Lanze ersetzt werden. Der Popularität des Spiels tut das Verbot keinen Abbruch.

## Geboren

### Geburtsdatum gesichert
- 22. März: Thomas Mowbray, englischer Magnat, Diplomat und Militär († 1399)
- 31. März: Peter von Navarra, Graf von Mortain († 1412)
- April: Marie de Coucy, französische Adelige († 1405)
- 11. Mai: Anne von Böhmen, erste Königsgemahlin Richards II. von England († 1394)
- 28. August: Jean II. Le Maingre, Marschall von Frankreich († 1421)
- 28. August: Konrad Kyeser, deutscher Edelmann und Kriegstechniker des mittelalterlichen Europas († nach 1405)

### Genaues Geburtsdatum unbekannt
- Agnes von Nürnberg, Äbtissin des Klosters Hof († 1432)
- Francesco I. Gonzaga, Graf von Mantua († 1407)
- Miran Schah, timuridischer Gouverneur († 1408)
- Dietrich von Quitzow, Raubritter († 1417)
- März/April 1366/1367: Heinrich IV., König von England († 1413)

## Gestorben

### Todesdatum gesichert
- 06. Januar: Peter Thomas, französischer Geistlicher, Karmelit, päpstlicher Legat, Kreuzzugsprediger, Bischof und Lateinischer Patriarch von Konstantinopel; Heiliger der katholischen Kirche (* um 1305)
- 08. Januar: Thomas Ringstead, Bischof von Bangor
- 25. Januar: Heinrich Seuse, deutscher Dominikaner und Mystiker, Seliger der katholischen Kirche (* 1295)
- 13. Februar: Johann II., Herr von Lichtenberg (* vor 1295)
- 31. März: Otto von Ziegenhain, deutscher Kanoniker in den Domkapiteln zu Mainz und Köln sowie Propst des Petristifts in Fritzlar (* 1304)
- 26. April: Simon Islip, Erzbischof von Canterbury und Lordsiegelbewahrer von England
- 19. Mai: Friedrich II. von Truhendingen, Fürstbischof von Bamberg
- 21. Mai: Hemming, Bischof von Turku (* um 1290)
- 05. Juni: Agnes von Hohenberg, Herzogin von Teck
- 27. Juni: Johann Hollemann, Bremer Pirat und Aufstandsführer
- 17. August: Johann II. Hut, Bischof von Osnabrück
- 28. September: Gerhard II. von Schauenburg, Bischof von Minden
- 29. September: Walram II., Graf von Zweibrücken und Statthalter in Lothringen (* um 1298)
- 08. oder 19. Oktober: Peter Tyrgilsson, Erzbischof von Uppsala (* um 1300)
- 13. Oktober: Ibn Nubata, arabischer Dichter (* 1287)
- 22. Dezember: Konrad I., Herzog von Glogau und Herr von Großpolen (* um 1293)

### Genaues Todesdatum unbekannt
- September: Cono, deutscher Zisterziensermönch, Titularbischof von Megara, Weihbischof im Bistum Cammin, im Bistum Hildesheim, im Erzbistum Köln und im Bistum Lüttich
- Dezember: Otto der Schütz, Landgraf von Hessen
- Arnaud de Cervole, französischer Brigant während des Hundertjährigen Krieges (* 1300)
- William de la Pole, Bankier des Königs von England
- Alamand de Saint-Jeoire, Bischof von Genf
- Taddeo Gaddi, italienischer Maler (* 1290)
- Ulrich IV., Graf von Württemberg
- Tidemann Warendorp, Lübecker Bürgermeister (* 1310)

### Gestorben um 1366
- Nardo di Cione, italienischer Maler und Architekt (* um 1320)